# Cholchol
Cholchol è un comune del Cile della provincia di Cautín nella Regione dell'Araucanía.
Il comune venne creato il 22 aprile 2004 dalla parte settentrionale del comune di Nueva Imperial.